# Уилкинсон, Дэвид Тодд
Дэвид Тодд Уилкинсон (англ. David Todd Wilkinson; 13 мая 1935, Хилсдейл, штат Мичиган — 5 сентября 2002, Принстон, штат Нью-Джерси) — американский физик, космолог, один из первооткрывателей космического микроволнового излучения (в русскоязычной литературе реликтовое излучение), которое осталось от так называемого Большого Взрыва.
Член Национальной академии наук США (1983).

## Биография
Родился 13 мая 1935 г. в Хилсдейле (англ. Hillsdale), штат Мичиган, США. Родители — Харольд Уилкинсон (англ. Harold Wilkinson) и Телма Тодд (англ. Thelma Todd). Окончил Мичиганский университет и получил степень доктора философии под общим руководством Ричарда Крейна (англ. H. Richard Crane).
Элегантность, с которой Уилкинсон экспериментально измерил гиромагнитное отношение позволила Роберту Генри Дикке (англ. Robert Henry Dicke) пригласить его в Принстонский университет, в котором он и проработал профессором физики с 1965 г. до своей смерти в 2002 г.

## Научная деятельность
Дикке предложил Уилкинсону и Питеру Роллу (англ. Peter G. Roll) модернизировать радиометр, который он изобрёл ещё в середине 40-х годов, с помощью которого можно было бы измерить космическое фоновое излучение, теоретическое предсказание которого было осуществлено Георгием Гамовым, Ральфом Алфером и Робертом Германом (англ. Robert Herman) ещё в 1948 г. Это предложение Дикке и сформировало направление основной научной деятельности Уилкинсона. Более того, из него наглядно вытекает как простая беседа может изменить ход истории развития физики в целом.

### «Бриллиантовый блеск» славы
В то время, когда Уилкинсон и Ролл совершенствовали свой радиометр Дикке, за сорок миль от Принстона в лаборатории фирмы Белл (англ. Bell Labs) Арно Пензиас (англ. Arno Penzias) и Роберт Вильсон (англ. Robert Wilson) также занимались улучшением характеристик своего радиометра спутниковой рупорной антенны. Однако это улучшение было не абстрактным, как в случае Уилкинсона-Ролла, а конкретным — во время измерения тепловых шумов спутниковой антенны направленной просто на «голубое небо». Таким образом, вопрос приоритета здесь тривиален.
Однако согласно воспоминаниям коллеги Уилкинсона Джима Пиблса (англ. P. Jemes E. Peebles) ситуация выглядела несколько по-другому. В 1965 году слухи о следующем эксперименте Уилкинсона-Ролла достигли фирмы Белл, которая в то время занималась проблемой уменьшения шума для микроволновой системы спутниковой навигации. Рупорная антенна принимала несколько завышенный тепловой шум, который Пезиас и Вильсон относили к окружающей среде на длине волны 7,4 см. Однако они не могли идентифицировать этот тепловой шум антенной системы, поскольку были специалистами по радиотехнике (радиофизике). Очевидно, что группа из Принстона знала, что искала, однако её «обогнали на повороте».

### Посмертная слава
Эта «неудача» закалила характер Уилкинсона и он посвятил всю дальнейшую жизнь исследованию «реликтового излучения». В середине 70-х годов он предсказал дипольную анизотропию, вызванную движением Солнечной системы относительно этого излучения, а в 80-х предсказал анизотропию. Имея хорошие знания метрологии, он по сути сформировал «метрологию измерения параметров Вселенной». Учитывая терпеливый характер и склонность к «хитрым многоходовым комбинациям», Уилкинсон способствовал и принимал активное участие в разнообразных спутниковых проектах НАСА, в числе которых COBE (англ. Cosmic Background Explorer) и WMAP (англ. Wilkinson Microwave Anisotropy Probe). Последний был назван в честь Уилкинсона спустя полгода после его смерти от рака.
Награды Уилкинсона включают:
- Princeton president's Award for Distinguished Teaching[англ.]
- медаль Джеймса Крейга Уотсона (2001).